# Alexandre (apoiante de Focas)

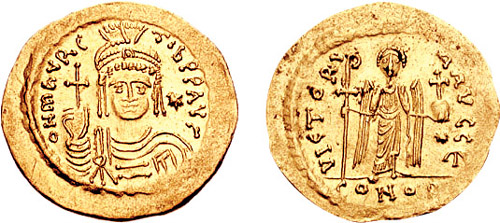
Soldo de Maurício r.

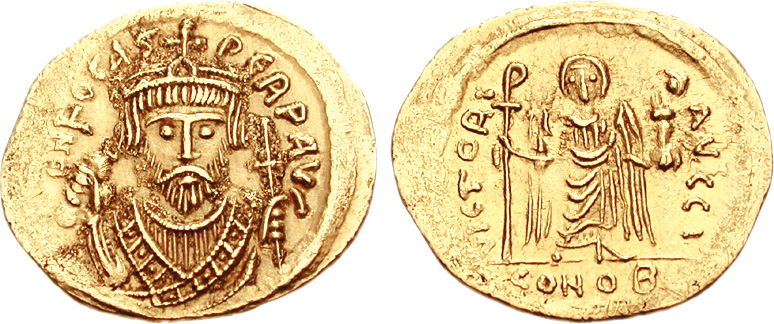
Soldo de Focas r.

Alexandre (em latim: Alexandrus; em grego: Αλέξανδρος; romaniz.: Aléxandros; m 602) foi um rebelde bizantino contra o imperador Maurício (r. 582–602) e um dos principais apoiantes de Focas (r. 602–610). Foi emissário de Focas a Constantinopla quando ainda estava em revolta e atuou como apaziguador das facções rivais após sua ascensão, mas suas ações tiveram resultado reverso. É melhor conhecido por executar o coimperador Teodósio, filho de Maurício com Constantina, e Constantino Lárdis. A principal fonte sobre ele é Teofilacto Simocata.

## Biografia
É citado pela primeira vez num fragmento de João de Antioquia. No fragmento, Alexandre e Lílio são enviado como embaixadores ao imperador Maurício (r. 582–602) em Constantinopla. Eram aparentemente representantes de Focas e o exército revoltoso da Trácia, fazendo-os assim rebeldes. A Crônica Pascoal da a cronologia da ascensão de Focas e Leôncia ao trono. Em 23 de novembro de 602, foi coroado imperador por suas tropas fora da capital. Em 25 de novembro, entrou em Constantinopla e foi aceito imperador pela população. Proclamou corridas de bigas em honra de sua elevação e Leôncia foi escoltada pela cidade como sua nova imperatriz. De acordo com a crônica de Teófanes, o Confessor, Leôncia foi oficialmente coroada como augusta em 27 de novembro.
De acordo com a história de Teofilacto Simocata, o novo casal imperial liderou uma procissão através da cidade como de costume. A ocasião festiva foi marcada com renovados conflitos entre Azuis e Verdes, as duas principais facções das corridas de biga. Teofilacto Simocata mencionou pela primeira vez Alexandre na ocasião. Alexandre teria sido enviado por Focas para acalmar as facções rivais, mas apenas conseguiu enfurecer os Azuis por brigar com o demarca deles, Cosme. Diz-se que afastou Cosme com força para fazê-lo cair. Insultados, Os Azuis gritaram palavras ameaçadoras de revolta: "Vá-se embora! Entenda a situação, Maurício não está morto ainda!". Os Azuis então questionaram a legitimidade do novo imperador. Focas reagiu ordenando a execução de Maurício e seus filhos, que ocorreu antes do final do dia.

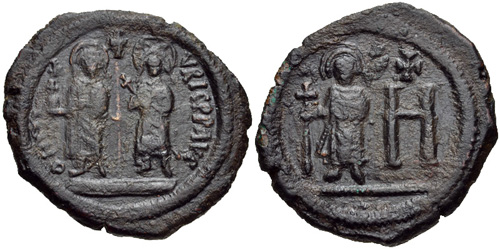
Fólis da casa da moeda do Quersoneso na qual são mostrados Maurício, Constantina e Teodósio

Sua próxima tarefa foi a execução do coimperador Teodósio e Constantino Lárdis. Eram, respectivamente, o ultimo filho de Maurício e seu companheiro. Parece que realizou os assassinatos, mas negligenciou outra parte significativa do serviço. A cabeça de Teodósio tinha que ser trazida para exibição, mas retornou com ela, gerando incerteza se estava realmente morto. Rumores contemporâneos registram que Alexandre tinha sido subornado por Germano, sogro de Teodósio, para poupar a vida do jovem. Enquanto Teofilacto nega qualquer verdade nestes rumores, Focas aparentemente não. Ele teria então executado Alexandre. Um registro alternativo da morte de Alexandre é dado por João de Niciu. "E certas pessoas acusaram Alexandre, que foi um dos chefes - um homem discreto e amado pelos habitantes de Constantinopla, e disseram para Focas: 'Este Alexandre está desejoso de te matar e tornar-se imperador em teu lugar'. Agora este Alexandre tinha casado com a filha de Maurício. E logo a seguir Focas jogou Alexandre e Cudis (Elpídio?) e outros oficiais na cadeia e enviou para a cidade de Alexandria para serem presos lá. Logo depois, Focas enviou ordens para Justino, o governador de Alexandria, para executar Alexandre e os seus companheiros." Quiçá João acidentalmente confundiu Alexandre e Germano. Os detalhes parecem corresponder a Germano melhor que Alexandre.